# Cheng Tinghua
Cheng Tinghua (程廷華) (Hebei, China, 1848 — Pequim, 1900), também conhecido como Cheng Ying Fang, foi um mestre da arte marcial de origem chinesa denominada Bagua Zhang. Discípulo de Dong Haichuan, representa a segunda geração de mestres desta arte. É o criador do Bagua Zhang estilo Cheng.

## Biografia
Cheng Tinghua nasceu em 1848 na vila da família Cheng, no Condado de Shen, na Província de Hebei.
Foi o terceiro de quatro irmãos.
Apreciador das artes marciais, adquiriu habilidade em sua juventude treinando com um sabre Dao de 90 kg e com um bastão largo e pesado.

### Aprendizado deShuai Chiaoem Pequim
Ainda jovem, Cheng deixou sua vila natal e foi para Pequim trabalhar como aprendiz da arte da confecção de óculos. Dando continuidade a seu aprendizado em artes marciais, dedicou-se à prática de Shuai Chiao, a luta livre chinesa.
No final do século XIX, dois estilos de shuaichiao eram populares em Beijing: o estilo da Manchúria/Mongólia; e o Pao Ting, o "estilo rápido". 
Cheng Tinghua era um lutador dedicado e estudou os dois estilos com disciplina. Ainda não era um grande nome no campo das artes marciais, mas a maioria dos praticantes e Beijing o conhecia e sabia de sua habilidade em shuai chiao.

### Aprendizado com Dong Haichuan
Em 1870, Dong Haichuan já era famoso em Pequim (onde chegara por volta de 1865). 
Em 1876, quando Cheng tinha cerca de 28 anos, procurou Dong para aprimorar suas habilidades.
Neste primeiro encontro, Dong pediu a Cheng que empregasse contra ele as habilidades desenvolvidas na prática de shuai chiao.
Após diversas tentativas de ataque sem conseguir tocar Dong, Cheng ajoelhou-se e pediu para tornar-se seu discípulo, estudando baguazhang com ele por cerca de cinco anos. 
No túmulo de Dong Haichuan seus discípulos são apresentados conforme a ordem de sua iniciação: o primeiro é Yin Fu, seguido por Ma Wei Chi, e Shih Chi Tung, o quarto é Cheng Tinghua.

### Compartilhando seu conhecimento
Cheng Tinghua era generoso com seu conhecimento, apreciava encontrar outros artistas marciais para comparar seus estilos e compartilhar as técnicas e teorias das artes marciais. Tinha prazer em compartilhar sua habilidade em Bagua Zhang com outros artistas marciais.
Os estilos de Pa Kua que apresentam uma relação mais próxima com o Hsing-I Chuan são os derivados dos ensinamentos de Cheng e seus colegas Li Tsun I, Liu Te Kuan, e Chang Chao Tung. 
Estes três mestres de xingyiquan foram alunos de Liu Chi Lan.
A ligação entre as prática destas duas artes marciais chinesas internas, xingyiquan e baguazhang, ocorreu a partir das reuniões de Cheng Tinghua com seus amigos Li Tsun I, Chang Chao Tung, Liu Te Kuan, e Liu Wai Hsiang (aluno de Hsing-I de Chang Chao Tung). 
Os encontros tinham como finalidade comparar seus estilos de luta e compartilhar suas descobertas, num ambiente de aprendizado mútuo.

### Morte

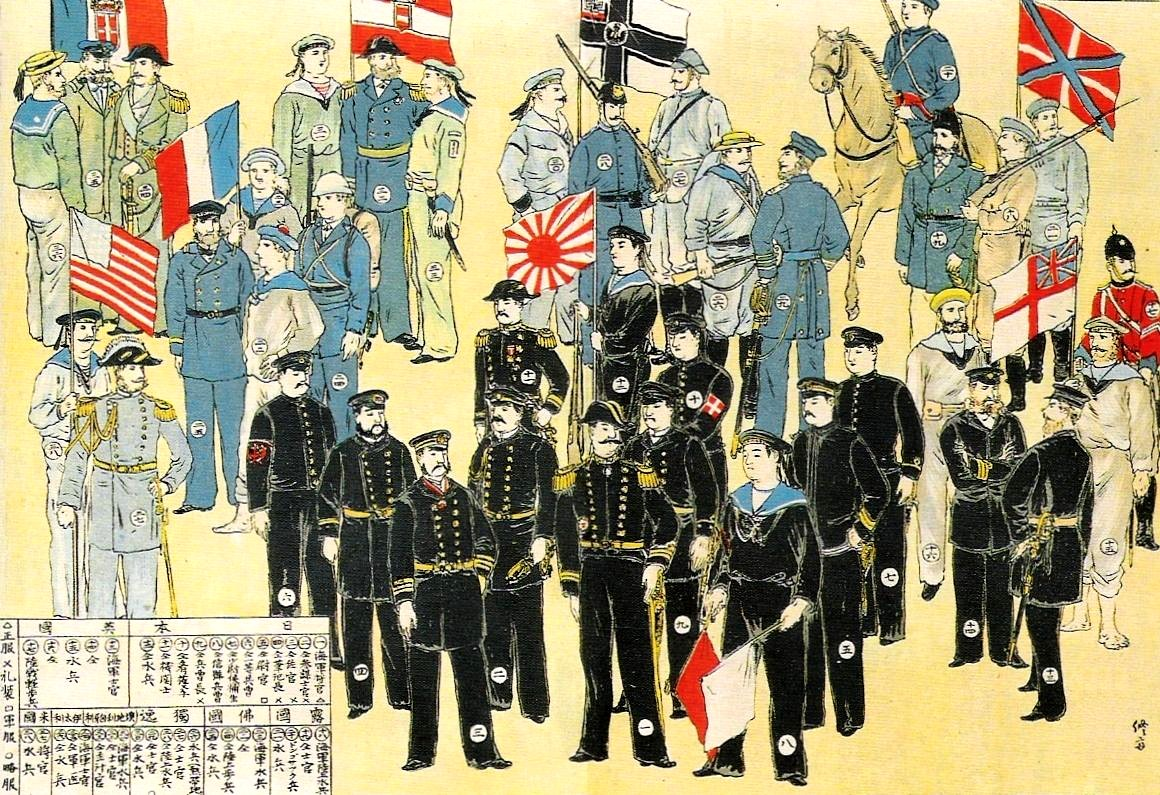
Tropas estrangeiras que lutaram contra os boxers chineses em 1900.

Cheng Tinghua foi morto durante o Levante dos boxers, em 1900, quando os "oito exércitos estrangeiros" invadiram Pequim.
Um grupo de soldados alemães estava recrutando à força passantes locais para um trabalho a ser realizado perto da porta Chung Wen, local onde Cheng tinha sua loja. 
Ele foi detido pelos soldados, que tentaram alinhá-lo aos demais recrutas.
Cheng resistiu e tentou lutar, derrubando alguns dos seus algozes.
Ao tentar escapar saltando um muro, foi atingido por um disparo dos soldados.

## Lista parcial de alunos
Cheng Yulung (seu filho mais velho, 1875-1928), Cheng Youxin (segundo filho), Cheng Yougong, Feng Junyi, Gao Kexing, Gao Yisheng  (1866-1951), Geng Jishan, Guo Tongde, Han Qiying, Hon Mu Xi, Kan Lingfeng, Li Cunyi, Li Hanzhang, Li Wenbiao, Liu Bin, Liu Zhenzong, Qin Cheng, Sun Lutang (1861-1932), Liu Dekuan, Yang Mingshan, Zhang Changfa, Zhang Yongde, Zhang Yukui, Zhou Yu Xiang, Zhang Zhao Dong (1859-1940)